# Герасимович, Борис Петрович
Бори́с Петро́вич Герасимо́вич (19 [31] марта 1889, Кременчуг — 30 ноября 1937, Ленинград) — советский астроном, один из основателей отечественной теоретической астрофизики.

## Биография
В 1899 году Б. Герасимович поступает в Полтавскую классическую гимназию, обучение в которой прервалось в 1906 году: его исключают из последнего класса гимназии (без права поступления в другие учебные заведения) за участие в революционных волнениях (в это время Герасимович — активный член боевой организации партии эсеров, за что он четырежды подвергался арестам и провёл в общей сложности два года в заключении). Но в 1909 году Б. Герасимовичу удаётся сдать экзамены экстерном и, уже имея на руках аттестат зрелости, он в 1910 году становится студентом физико-математического факультета Харьковского университета.
Студентом второго курса Б. Герасимович удостаивается премии им. А. Ф. Павловского за исследовательскую работу «Аберрация света и теория относительности», которая была опубликована в «Известиях Русского астрономического общества» (1912) и французском научном журнале «Bulletin Astronomique» (1914).
После окончания в 1914 году полного университетского курса, по ходатайству его учителя Л. О. Струве Б. Герасимович был оставлен в университете «для приготовления к профессорскому званию» (1914—1917).
В 1916 году по рекомендации Л. О. Струве стажировался в Пулковской обсерватории под руководством А. А. Белопольского и С. К. Костинского.
С 1917 года — приват-доцент Харьковского университета, с 1922 года — профессор этого университета. С ноября 1920 года — старший астроном Харьковской университетской обсерватории.
Преподавал по совместительству в высших учебных заведениях Харькова: с 1920 по 1925 год являлся профессором Технологического института, занимал профессорскую кафедру в Геодезическом институте (1922—1926), с 1922 года возглавлял сектор астромеханики астрономической кафедры в Харьковском Институте народного образования (ХИНО). С 1929 по 1934 год — действительный член Украинского Физико-химико-математического института.
В 1924—1935 годах был в заграничных научных командировках в Дании, Франции, США. В 1927—1929 годах по приглашению директора Гарвардской обсерватории Х. Шепли работал в США.
С 1931 года — заведующий отделом астрофизики Пулковской обсерватории. С 1933 по 1937 год — директор Пулковской обсерватории.
В декабре 1934 года, после восстановления с января 1934 года отменённых после революции 1917 года учёных степеней и званий, Борису Герасимовичу без защиты диссертации присвоена степень доктора физико-математических наук.
По подозрению в участии в «фашистской троцкистско-зиновьевской террористической организации» пулковских астрономов («Пулковское дело») арестован 28 июня 1937 года. Выездной сессией Военной коллегии Верховного суда СССР в закрытом заседании в Ленинграде 30 ноября 1937 года Б. П. Герасимович был признан виновным в преступлении, предусмотренном ст. 58 (пункты 6, 7, 8 и 11)  УК РСФСР, и приговорён к высшей мере наказания — расстрелу, с конфискацией всего, лично принадлежащего ему имущества; расстрелян в Ленинграде 30 ноября 1937 года.  
Определением Военной коллегии Верховного суда СССР № 4н-025898/56 от 23 марта 1957 года приговор Военной коллегии Верховного суда СССР от 30 ноября 1937 года в отношении Герасимовича Бориса Петровича был отменён, и дело о нём прекращено за отсутствием состава преступления; Б. П. Герасимович был полностью реабилитирован.

## Научная деятельность
Основные работы связаны с проблемами нестационарности звёзд, их внутреннего строения и эволюции, звёздной статистики, физики межзвёздной среды и планетарных туманностей, строения звёздных атмосфер, теоретической астрономии, физики Солнца. В 1927 году совместно с В. Лейтеном определил расстояние Солнца от галактической плоскости. В 1928 году совместно с Дональдом Мензелом (D. H. Mensel) выполнил пионерскую работу, рассматривающую процессы высвобождения энергии звёзд с точки зрения статистической механики. Эта работа была отмечена премией им. А. Кресси-Моррисона Нью-Йоркской Академии наук. Первым среди астрономов серьёзно рассмотрел астрономические аспекты космических лучей. В 1929 году совместно с Отто Струве в работе «Physical properties of a gaseous substratum in the Gallaxy» рассмотрел физические условия в межзвёздном газе и образование в нём линий поглощения; совершённые в работе открытия послужили толчком для развития нового раздела в астрофизике — о межзвёздном газе и пыли. Подробно изучал Be-звёзды, рассмотрел проблему истечения вещества из них под действием давления излучения (1934), а также связанные с этим состояния вещества в расширяющихся оболочках звёзд. Занимался изучением Солнца, принимал участие в нескольких экспедициях для наблюдения полных солнечных затмений.
Научное наследие Б. П. Герасимовича насчитывает более 170 статей и монографию «Физика солнца». Около половины всех работ написаны по итогам исследований, проведённых (и собственно опубликованных) в США, за время его пребывания в Гарвардской обсерватории. Особое место занимает широко известный в астрономических кругах «Курс астрофизики и звездной астрономии», созданный в середине 30-х годов XX столетия коллективом авторов под общим руководством и значительном участии Герасимовича.

## Членство в научных организациях
В 1935 году избран почётным членом Лондонского Королевского астрономического общества.

## Память
Именем Герасимовича названы лунный кратер и малая планета (2126) Герасимович, открытая Т. М. Смирновой 30 августа 1970 года в Крымской астрофизической обсерватории.